# (1207) Ostenia
(1207) Ostenia – planetoida z pasa głównego asteroid okrążająca Słońce w ciągu 5 lat i 92 dni w średniej odległości 3,02 au. Została odkryta 15 listopada 1931 roku w Landessternwarte Heidelberg-Königstuhl w Heidelbergu przez Karla Reinmutha. Nazwa planetoidy pochodzi od Hansa Ostena, niemieckiego astronoma. Przed nadaniem nazwy planetoida nosiła oznaczenie tymczasowe (1207) 1931VT.